# William Pett
William James Pett (conocido como Billy Pett; Derby, 25 de agosto de 1873-Ewell, 28 de diciembre de 1954) fue un deportista británico que compitió en ciclismo en la modalidad de pista. Ganó una medalla de plata en el Campeonato Mundial de Ciclismo en Pista de 1904, en la prueba de medio fondo.

## Medallero internacional
| Campeonato Mundial | Campeonato Mundial    | Campeonato Mundial | Campeonato Mundial |
| Año                | Lugar                 | Medalla            | Competición        |
| ------------------ | --------------------- | ------------------ | ------------------ |
| 1904               | Londres (Reino Unido) | Medalla de plata   | Medio fondo (A)    |